# 可麗餅

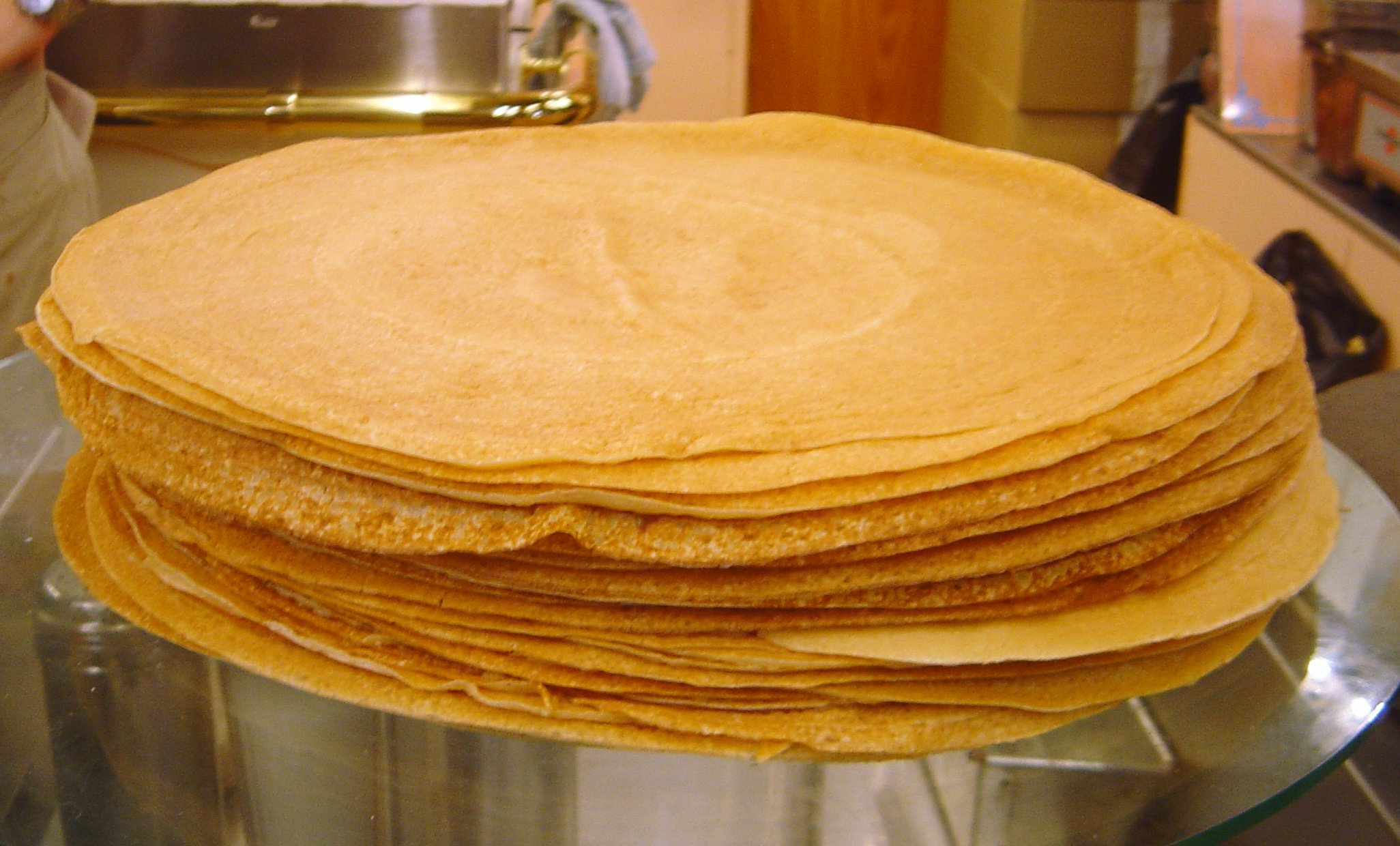
可麗餅的餅皮

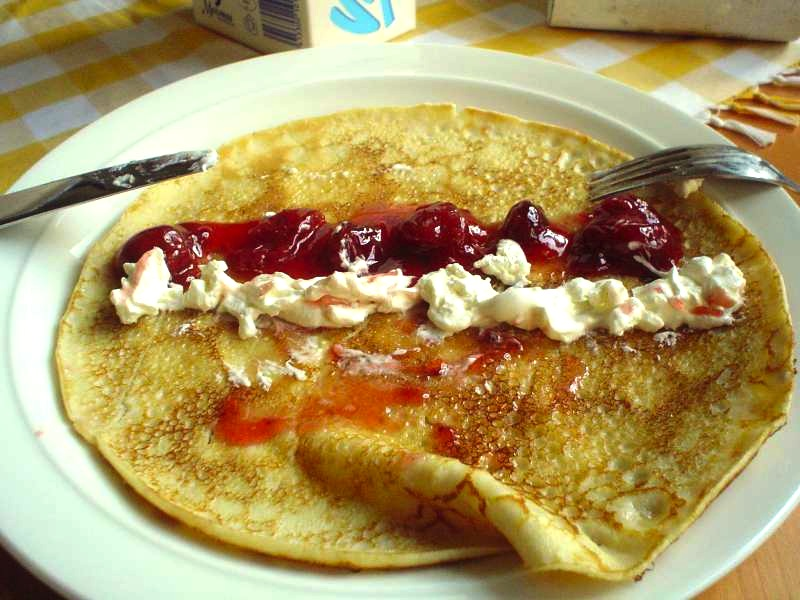
攤開了的可麗餅，上面還有奶油和草莓果醬。

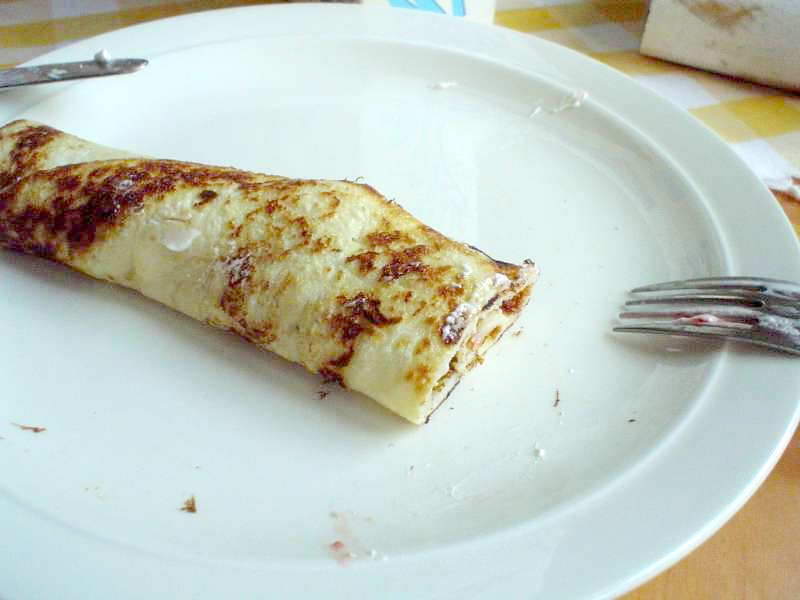
一塊捲好的可麗餅，可以食用。

可麗餅（法語：Crêpe，法語：[kʁɛp] ⓘ，魁北克發音：[kʁaɛ̯p] ⓘ、英語：/ˈkreɪp/ ⓘ），又作烤薄餅、法式煎饼、法式薄餅或法國蛋餅，一種有甜有鹹的法国布列塔尼傳統煎餅，可以作為甜點或三明治食用。
正統的可麗餅麵皮需要用專門的烤盤和刮刀製成，但在家中也可使普通平底鍋烹製。其中內餡主要分為兩種口味，即甜味和鹹味。甜味的可麗餅使用的是小麥粉和蕎麥粉，還會在麵皮中加入奶油和牛奶，在內餡中加入鮮奶油、焦糖、草莓、香蕉、巧克力醬和卡士達醬；而鹹味的可麗餅則使用純蕎麥或黑麥粉，並在麵皮中加入會配上太陽蛋、培根、鮪魚、蔬菜沙拉和起司。

## 名稱
香港人亦將其與美式鬆餅（班戟，Pancake）混同，稱其為「手卷班戟」；台灣人因為在先接受了日本改良過的可麗餅，所以對於正宗的法國可麗餅會加上“法式可麗餅”的文字區別。

## 起源

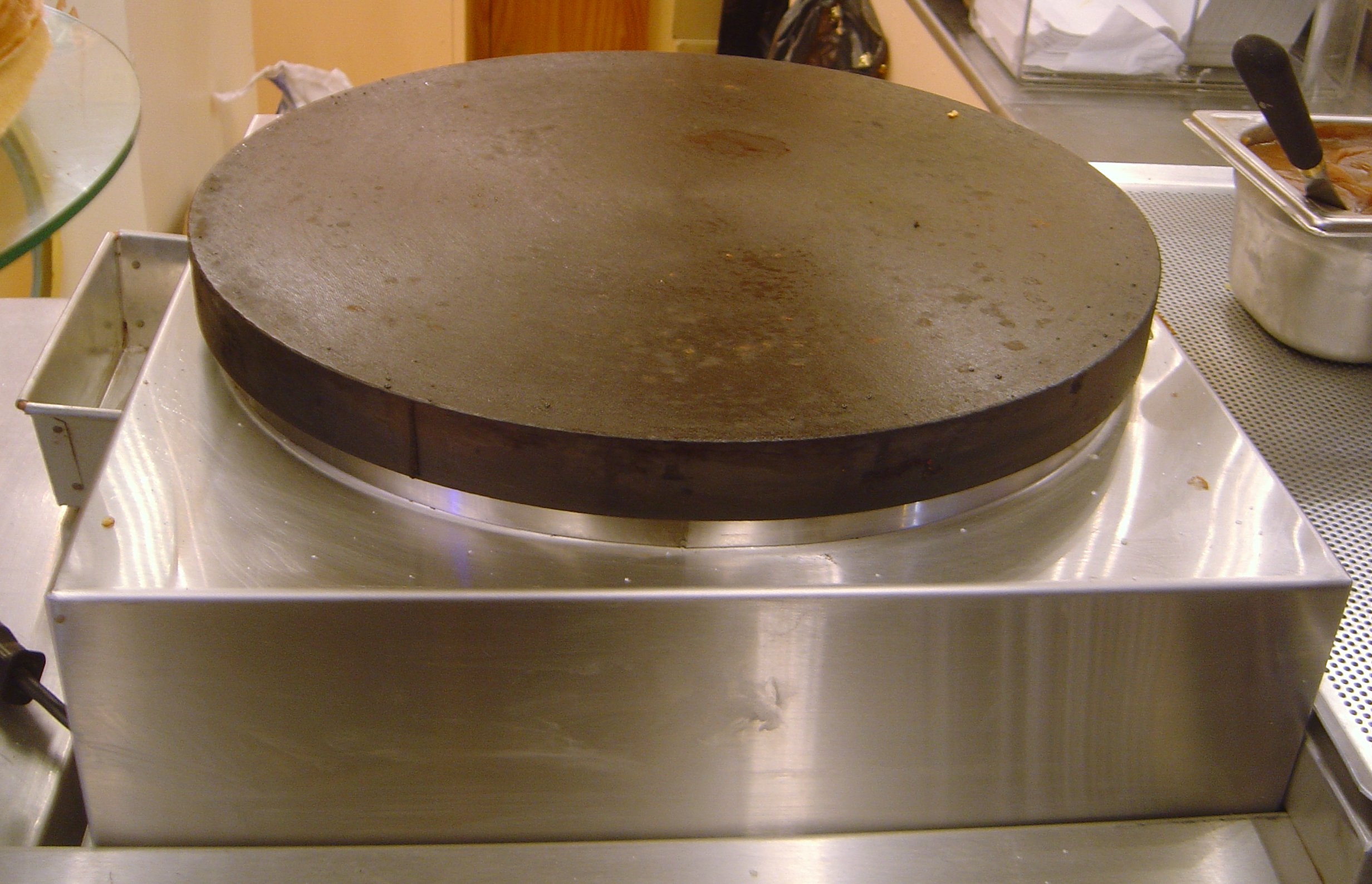
可麗餅烤盤

可麗餅源自法國西北部的布列塔尼地區（法語：Bretagne），但這個名字則是源自一個從拉丁詞語演變來的詞。這個詞的原來意思是彎曲skers。一般的可麗餅都是甜味，用小麥粉製作，但亦有用蕎麥粉製作，味道比較清淡的口味。吃的時候，會在餅內加入水果糖漿、漿果、新鮮水果或檸檬奶油等調味。
根據當地文化工作者的訊息，今日推測這種食品源自布列塔尼地區的主要因素是很有趣的，由於當地土壤貧瘠，對於小麥的生長相當不利，為了度日勉強將就作成薄餅，配以其他食物食用，而傳統上，這個地區食用可麗餅還會配上蘋果酒（法語：Cidre）一同搭配享用。

## 日式可麗餅

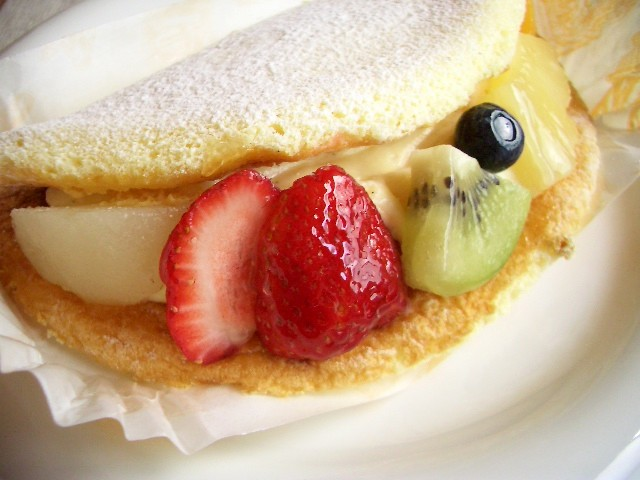
日式可麗餅

東亞流行的捲筒狀可麗餅型態，源自1977年日本東京原宿竹下通的可麗餅店。 餅皮被改良的比較光滑，但整體口感與法式可麗餅差別不大。和法式可麗餅一樣，香港人常將其與班戟混淆，但其口感與日式可麗餅完全不同。
日式可麗餅只有甜的，會加上起司蛋糕、巧克力蛋糕、草莓醬、抹茶醬、日本產鮮奶油、日式麻糬等日本特色產品，其內容物比原本法式可麗餅豐富許多；但缺點也很明顯，幾乎所有食材都集中在上半部，為了呈現表面的“豪華感”，而下半部為空虛、無內容物的情況較多。

## 台式可麗餅
台灣的可麗餅初期是仿照日本而製作，但不久之後就演化出自己的風格。台式的通常在烤盤上烤得酥脆，折起來色澤圓滑漂亮，然後裝在特製紙筒裡，日本的材料基本都可以加，還會加上冰淇淋（香草、草莓、香蕉、薄荷、巧克力等）、棉花糖、巧克力棒、彩虹糖等台灣人愛吃的食品。

## 港式雞蛋仔可麗餅
把雞蛋仔當做可麗餅，裡面裝入和台式可麗餅差不多的醬料，實現雙重享受。

## 啤酒可麗餅
傳統可麗餅的一種變化，部分或全部牛奶以啤酒代替。

### 製備
- 在沙拉碗中攪拌麵粉和食鹽，將雞蛋打在麵粉上。以木製湯匙混合均勻。(有些專業的大型店家也會用不鏽鋼 T 型棒)
- 一點一點地加入鮮乳。較長的時間可以讓牛乳和麵團更完美地融合。為了方便，乾料可以分開加。請盡情用力地攪拌它。
- 根據麵粉質量和所需的餅皮韌度加入適當的清水。
- 當麵糊呈均勻的液狀時加入少許的食鹽，再放入融化奶油，最後放調味料（一勺朗姆酒，或一勺橙子水、肉桂等香料）。
- 靜置數個小時，最佳的時間是前一日準備後一日的麵糊，而要使用時再用一些水使其鬆化。

### 變化
雞蛋的使用可隨個人喜好增減，也可以加入一些啤酒軟化餅皮，或以葵花油取代奶油（10公撮比上述配方）、加入融熔巧克力、增加些許甜度、以蘭姆酒增添香氣、加入君度力嬌(利口酒)（見Suzette可麗餅）或是anis茴香都是不錯的選擇。

## 裝飾配菜

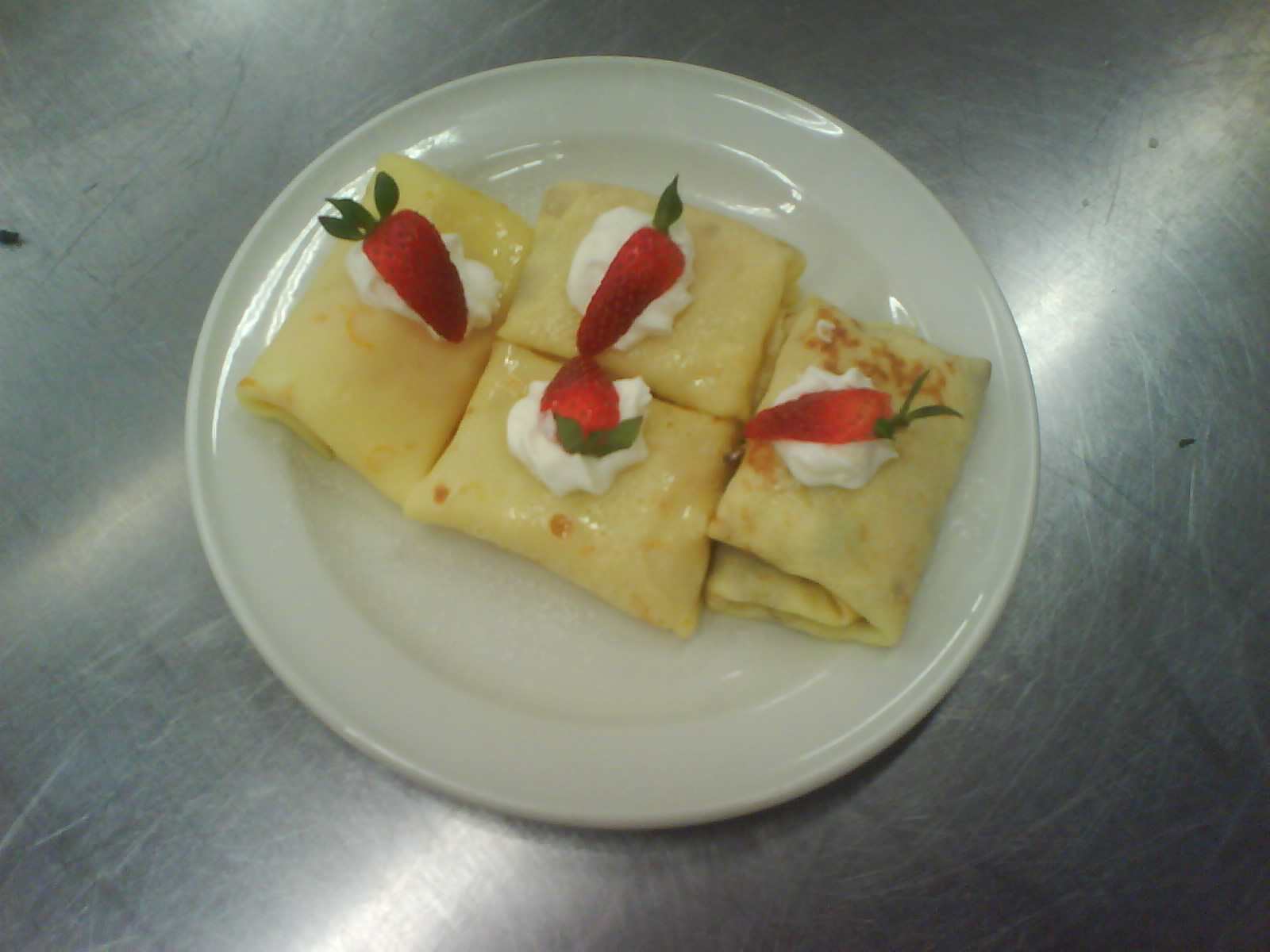
放上草莓的可麗餅

鹹可麗餅在製作餅皮的同時便加入了像是乳酪、火腿、雞蛋、燉燜蔬菜、香菇、各式肉品、鮪魚等各式可能的配料烹調；甜可麗餅則是在餅皮製作完成後才做裝飾，灑糖粉、抹果醬、包覆水果丁，搭配融熔巧克力，或同冰淇淋等配料一起食用。

### Suzette可麗餅
Suzette可麗餅是將柳橙果肉，柳橙汁加上糖和酒燒成的調味汁澆在餅上。用50g糖、加50g牛油、烈酒和20cc橙汁在平底鍋裡燒熱，等鍋裡的火熄滅後，加橙肉，調味汁用小火燒成深棕色。將調味汁澆在盤裡的餅上，然後把餅的兩端摺向中心，最後在表面灑上砂糖。傳統食法是擺到餐桌上後，將調味汁點燃，有助營造氣氛。

## 參看
- 烤餅
- 中國煎餅
- 煎饼果子
- 越南煎餅

## 附註
1. ↑  Longman Pronunciation Dictionary. 3rd Ed. 2008.
Merriam-Webster Dictionary （页面存档备份，存于）
2. ↑  online etymology dictionary："from Latin crispa, fem. of crispus "curled, wrinkled, having curly hair," from PIE root "to turn, bend."
Etymology of crepe by etymonline （页面存档备份，存于）
3. ↑  . marion-crepes.   [2020-08-26]. （原始内容存档于2020-08-13） （英语）.
4. ↑   (PDF).[]
5. ↑  . （原始内容存档于2024-06-04）.
6. ↑  君度（Cointreau）：一種以香橙製成的力嬌酒(利口酒)。

## 外部連結
- （法文）Crêpe recipe with step-by-step pictures
- （英文）how to make a nutella crepe （页面存档备份，存于）
- （中文）兩種啤酒可麗餅的作法 （页面存档备份，存于）